# Agathaumas
Agathaumas („velký div“) byl zřejmě rod vyhynulého ceratopsidního dinosaura, žijícího na konci křídového období na území Severní Ameriky (dnešní Wyoming). Fosilie tohoto taxonu byly vůbec prvními paleontologicky rozeznanými a popsanými pozůstatky rohatého dinosaura. Dnes je tento rod považován za nomen dubium a pravděpodobně se jedná o zástupce rodu Triceratops nebo Torosaurus.

## Historie a význam
Agathaumas byl objeven roku 1872 v jihozápadním Wyomingu F. B. Meekem, který na objev upozornil Copea. Ten se sám podílel na vykopávkách a odkryl značnou část páteře nového dinosaura. V roce 1872 jej formálně popsal a pojmenoval. Cope si byl vědom toho, že má před sebou něco nového, ale jasno do věci vnesl až Marshův popis triceratopse v roce 1889. Cope pak navrhl, aby čeleď Ceratopsidae byla přejmenována na Agathaumidae, to se však neujalo. V roce 1874 Cope popsal z Colorada další exemplář pravděpodobně patřící do rodu Triceratops, kterého pojmenoval Polyonax.

## V populární kultuře
Je rozlišováno až 7 druhů tohoto rodu; zřejmě jde však o pozůstatky jiných rodů (především již zmíněný Triceratops). Vzhledem ke slavnému ztvárnění malířem Charlesem R. Knightem z roku 1897 (viz obrázek v taxoboxu) se stal tento rod populárním a v roce 1925 se objevuje také ve filmu Ztracený svět (The Lost World).